# Fantastic Beasts: The Secrets of Dumbledore
Fantastic Beasts: The Secrets of Dumbledore (Nederlands: Fabeldieren: De geheimen van Perkamentus) is een Amerikaans-Britse avontuur-fantasyfilm uit 2022, geregisseerd door David Yates en geschreven door J.K. Rowling en Steve Kloves. De film is het vervolg op Fantastic Beasts: The Crimes of Grindelwald uit 2018 en het derde deel in de Fantastic Beasts-filmreeks en het elfde in de Wizarding World-franchise.

## Verhaal
Het verhaal speelt zich af in de jaren 30. Wanneer de macht van Gellert Grindelwald snel toeneemt, vertrouwt Albus Perkamentus Newt Scamander en zijn vrienden een missie toe die zal leiden tot een confrontatie met het leger van Grindelwald, waardoor Perkamentus zelf nadenkt over hoe lang hij nu nog aan de zijlijn in de oorlog kan blijven.

## Rolverdeling
| Acteur                 | Personage                               |
| ---------------------- | --------------------------------------- |
| Eddie Redmayne         | Newt Scamander                          |
| Dan Fogler             | Jacob Kowalski                          |
| Jude Law               | Albus Dumbledore                        |
| Mads Mikkelsen         | Gellert Grindelwald                     |
| Alison Sudol           | Queenie Goldstein                       |
| Katherine Waterston    | Tina Goldstein                          |
| Ezra Miller            | Credence Barebone / Aurelius Dumbledore |
| Callum Turner          | Theseus Scamander                       |
| Jessica Williams       | Eulalie "Lally" Hicks                   |
| Victoria Yeates        | Bunty Broadacre                         |
| William Nadylam        | Yusuf Kama                              |
| Richard Coyle          | Aberforth Dumbledore                    |
| Oliver Masucci         | Anton Vogel                             |
| Poppy Corby-Tuech      | Vinda Rosier                            |
| Valerie Pachner        | Henrietta Fischer                       |
| Aleksandr Kuznetsov    | Helmut                                  |
| Maria Fernanda Cândido | Vicência Santos                         |
| Dave Wong              | Liu Tao                                 |
| Fiona Glascott         | Minerva McGonagall                      |
| Lucas Englander        | Horst                                   |
| Matthias Brenner       | Otto                                    |
| Wilf Scolding          | Frank Doyle                             |
| Maja Bloom             | Carrow                                  |
| Paul Low-Hang          | Zabini                                  |

## Release
De film ging in première op 29 maart 2022 in de Royal Festival Hall in Londen. De film staat gepland voor een release in het Verenigd Koninkrijk op 8 april 2022 en in de Verenigde Staten op 15 april 2022. De film zou oorspronkelijk uitkomen op 12 november 2021, maar na het vertrek van Johnny Depp, de herschikking van zijn rol met Mads Mikkelsen en de COVID-19-pandemie, heeft Warner Bros. de release verschoven naar 15 juli 2022. In september 2021 werd de release van de film drie maanden eerder naar voren geschoven tot 15 april 2022. Later werd bekend dat de film op 8 april 2022 een week eerder in het Verenigd Koninkrijk en Ierland zal uitkomen. In Nederland en België werd de film uitgebracht op 6 april 2022.